# Hagibor
Hagibor (hebrejsky הגיבור / ha-gibor, doslova hrdina) je lokalita v Praze, v městské části a obvodu Praha 10, převážně ve Strašnicích a západním cípem též na Žižkově. Nese pojmenování po někdejším židovském sportovním klubu ŽSK Hagibor, který zde měl působiště. Ve statistickém územním členění je Hagibor vymezen základními sídelními jednotkami U Hagiboru A (většina) a U Hagiboru B (malá část spadající na Žižkov). Na jižní straně je oblast ohraničena Vinohradskou ulicí, na západní straně ulicí Pod Židovskými hřbitovy, na severní straně ulicí Izraelskou a Nad vodovodem a židovským hřbitovem, na východní straně ulicí Na palouku. Oblast Hagiboru protíná ulice Počernická, která směřuje z Vinohradské ulice jako hlavní dopravní spojení do Malešic.

## Židovský starobinec, nemocnice a sportovní areál

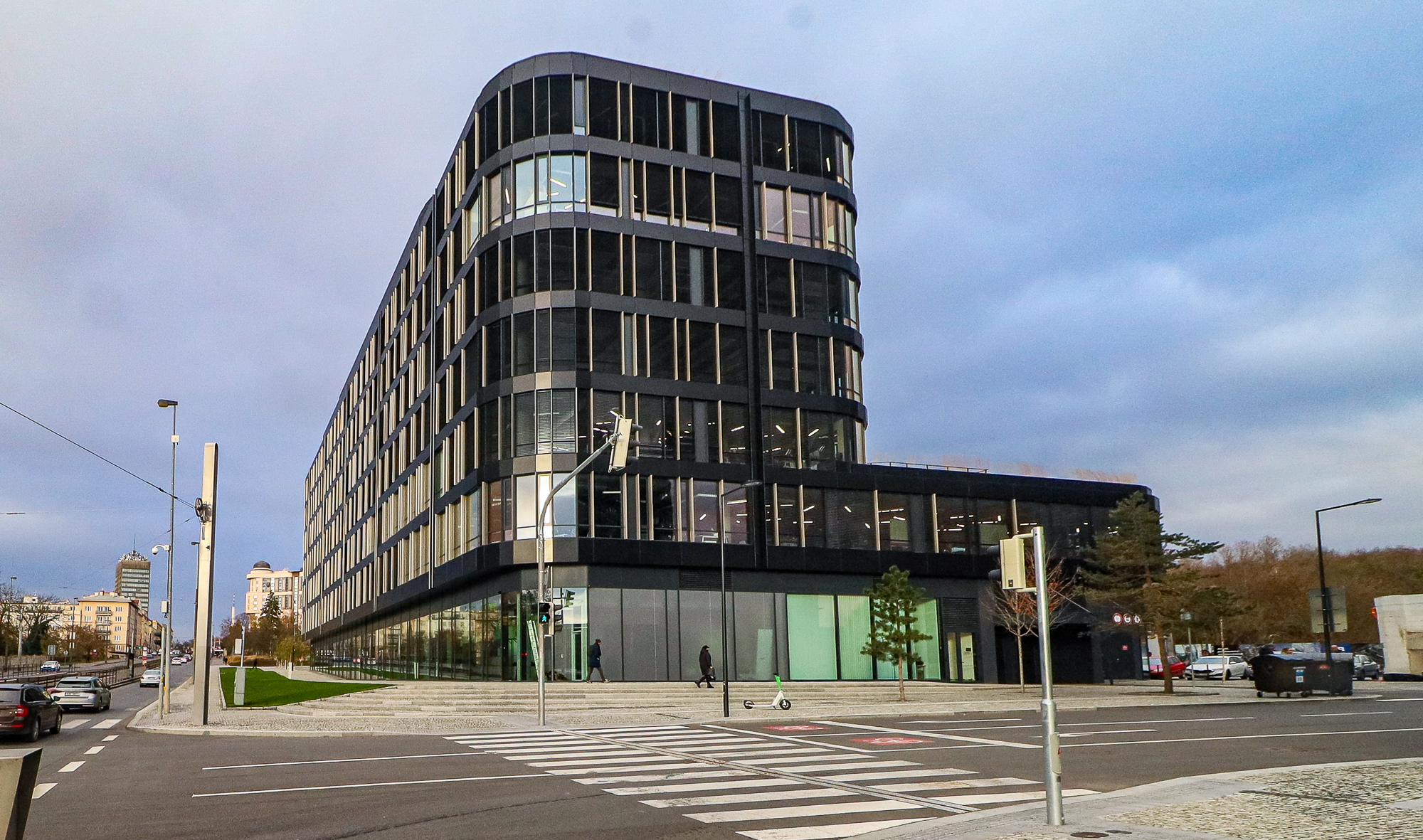
Moderní kancelářské a obytné budovy v oblasti Hagiboru na Vinohradské ulici.

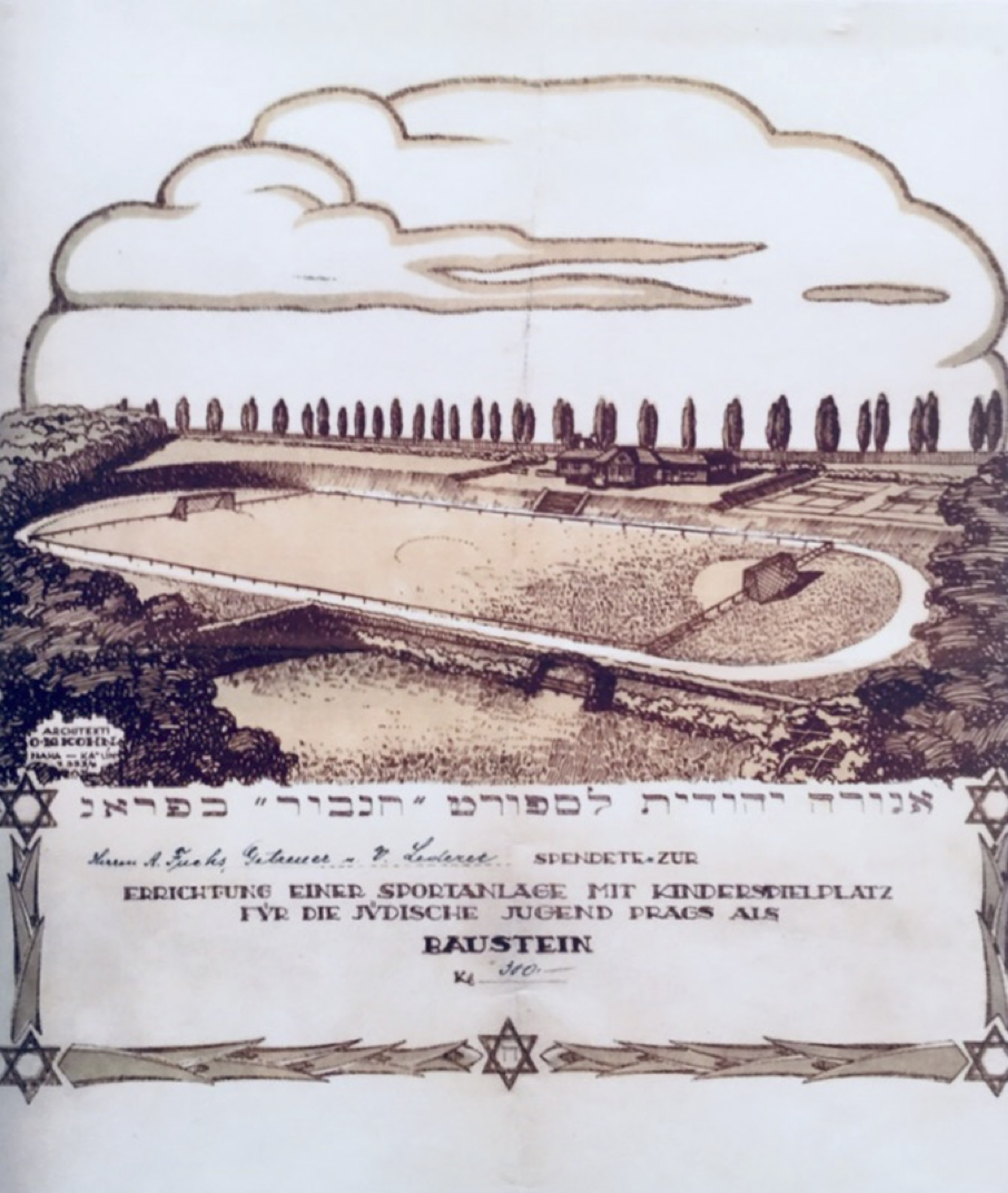
Dobová pohlednice sportovního areálu na Hagiboru ze soukromé sbírky, 20. léta 20. století.

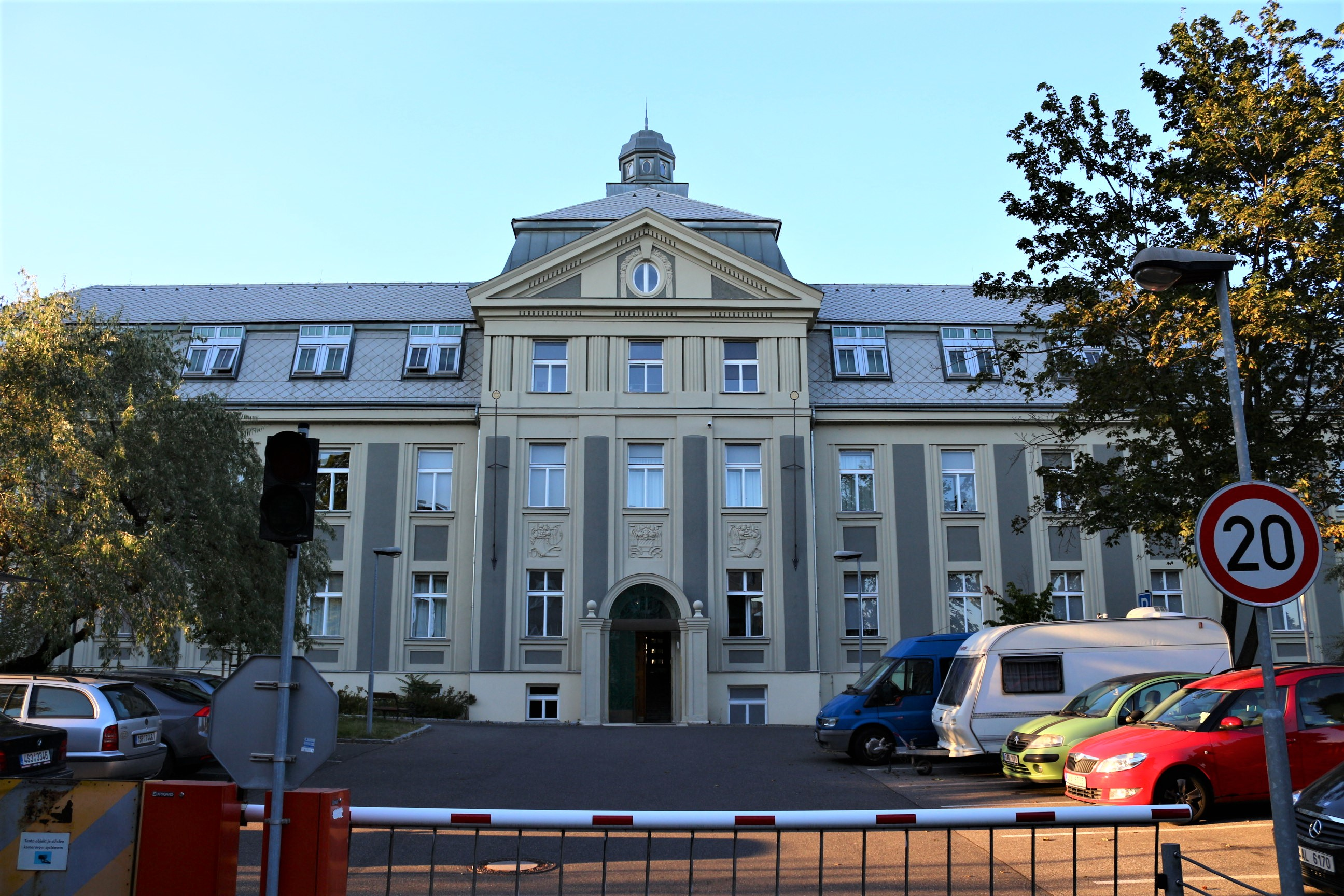
Budova židovského chorobince (Praha 10, Žižkov, Vinohradská 1201/159) z roku 1911 byla roku 2008 zrekonstruována k původnímu účelu – sídlí zde Domov sociální péče Hagibor zřízený Židovskou obcí v Praze

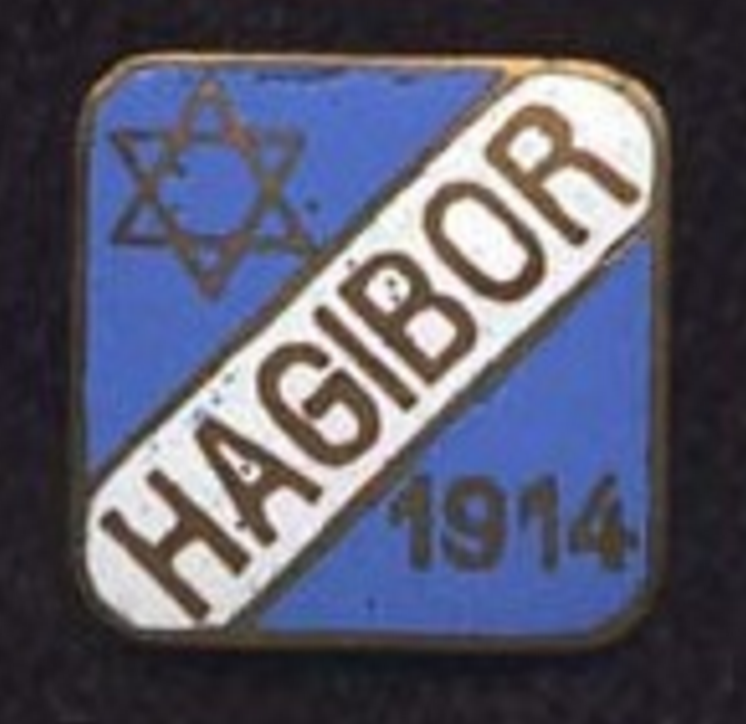
Odznáček ŽSK Hagibor Praha z období první republiky. Židovský sportovní klub Hagibor patřil ke sportovní elitě první republiky. Reprezentovali jej pražští židovští sportovci.

Roku 1888 se Židovská obec v Praze rozhodla, že pro své členy zřídí nemocnici a chorobinec, a pro tento účel založila „Jubilejní Nadaci císaře Františka Josefa pro choré“. Peníze sbíraly i další nadace. Roku 1906 byl ustanoven „Výbor pro zřízení chorobince“ a v listopadu 1908 nadace koupila parcely č. 1339 a 1340 ve Strašnicích. Sousední parcely č. 1338 a č. 1341, které vlastnila spřízněná „Nadace Dr. Davida Seegensche pro zřízení dětské homeopatické nemocnice“, byly nakonec do projektu také zahrnuty. Stavbu chorobince vyprojektoval architekt Viktor Kafka a postavil plzeňský stavitel Antonín Schlosser, slavnostně byla otevřena 11. května 1911. K areálu patřila i rozsáhlá zahrada. V době otevření žilo v ústavu 16 chovanců, v roce 1935 už 67 a počátkem nacistické okupace 130.
Stavba zamýšlené nemocnice byla dlouho odkládána a nakonec k ní nikdy nedošlo. Roku 1926 však židovský sportovní klub Hagibor ztratil možnost využívat hřiště Sparty na Letné, a proto si zřídil novou základnu v místech určených původně pro židovskou nemocnici. Jméno klubu se pak přeneslo na celou oblast.
Po německé okupaci roku 1939 byl vydán pro Židy zákaz navštěvovat běžné školy, hřiště či parky i užívat veřejnou dopravu. Hagibor se na čas stal jedním z posledních míst v Praze, kde si židovské děti mohly hrát nebo se scházet, byť musely docházet i z odlehlých částí Prahy pěšky. V této době zde působil židovský pedagog, sportovec a sionista Fredy Hirsch, který pak ve své činnosti pokračoval i v koncentračních táborech (tato období popsala Lucie Ondřichová v knize Příběh Fredyho Hirsche). V roce 1943 však byl chorobinec zrušen a i další využívání sportovišť bylo znemožněno.
V létě 1944 se stal z Hagiboru pracovní tábor pro zpracování slídy, na nucené práce sem byli dováženi židovští 'míšenci' prvního stupně. Internováni zde byli i nežidovští a židovští manželé, muži i ženy, žijící ve smíšeném manželství. Táborem prošlo kolem 3500 lidí, mezi nimi i herec Oldřich Nový a spisovatel Ondřej Sekora, kteří měli židovské manželky.
Po konci druhé světové války byl objekt tábora asi měsíc využíván Rudou armádou pro Rusy, které chtěl Sovětský svaz repatriovat. Poté zde byl krátce internační tábor pro tzv. kolaboranty a odsunované Němce: "Tábor byl určen pro Němce, což znamenalo v podstatě kohokoliv, kdo revolucionářům na ulicích jako Němec připadal. Kromě vojáků, příslušníků gestapa, dětí a známých českých kolaborantů tak na Hagiboru skončili i lidé, kteří německy jen promluvili, ale i Maďaři, Rumuni, a skupina židovských uprchlíků z Polska. Vzhledem k historii lokality Hagibor je kuriózní, že se internační opatření týkalo také Čechů žijících ve smíšených manželstvích s Němci, jejich dětí, a těch, kdo přijali německé občanství." Poté byly pozemky a budova starobince vráceny Židovské obci v Praze a starobinec opět sloužil původnímu účelu.
Počátkem 50. let budova starobince připadla fakultní vinohradské nemocnici, která zde až do dubna 2006 měla dětské oddělení (kliniku dětí a dorostu).
Židovská obec totiž areál starobince nakonec roku 2006 získala v restituci. Po rekonstrukci a dostavbě zde v květnu 2008 otevřela Domov sociální péče Hagibor, který slouží jako domov pro seniory, hospic i denní stacionář a klub po seniory.
Areál Domova sociální péče Hagibor je jedinou částí Žižkova, která patří k městské části a obvodu Praha 10.

## Restituční nároky
Některé pozemky na území Hagiboru (včetně ploch, kde stojí hotel Don Giovanni a budova Svobodné Evropy) patřily před znárodněním rodině, která vlastnila strašnický velkostatek. Pozemkový úřad ministerstva zemědělství před výstavbou hotelu a Svobodné Evropy pozemky zřejmě špatně prolustroval, když nezjistil, že na ně je uplatněn restituční nárok. Případ bývalého strašnického velkostatku byl předmětem mimořádné změny restitučních zásad v květnu 2011, vyvolané i rozhodnutím Nejvyššího soudu ČR o případu Antonína Háka z Prahy, podle něhož restituent, který se 15 let marně domáhal svého nároku, má právo dostat od státu pozemky, které si sám zvolí. Byl historicky prvním případem, kdy Pozemkový fond ČR vyhověl původním majitelům (jejichž nároky vznesli Zdeněk a Ivan Činčerovi, Jana Řezbová, Markéta Šindelářová a Emilie Bednářová) a vydá jim (po 17 letech od žádosti) náhradní pozemky, které si sami vybrali, aniž by parcely prošly veřejnou nabídkou.

## Další stavby na Hagiboru

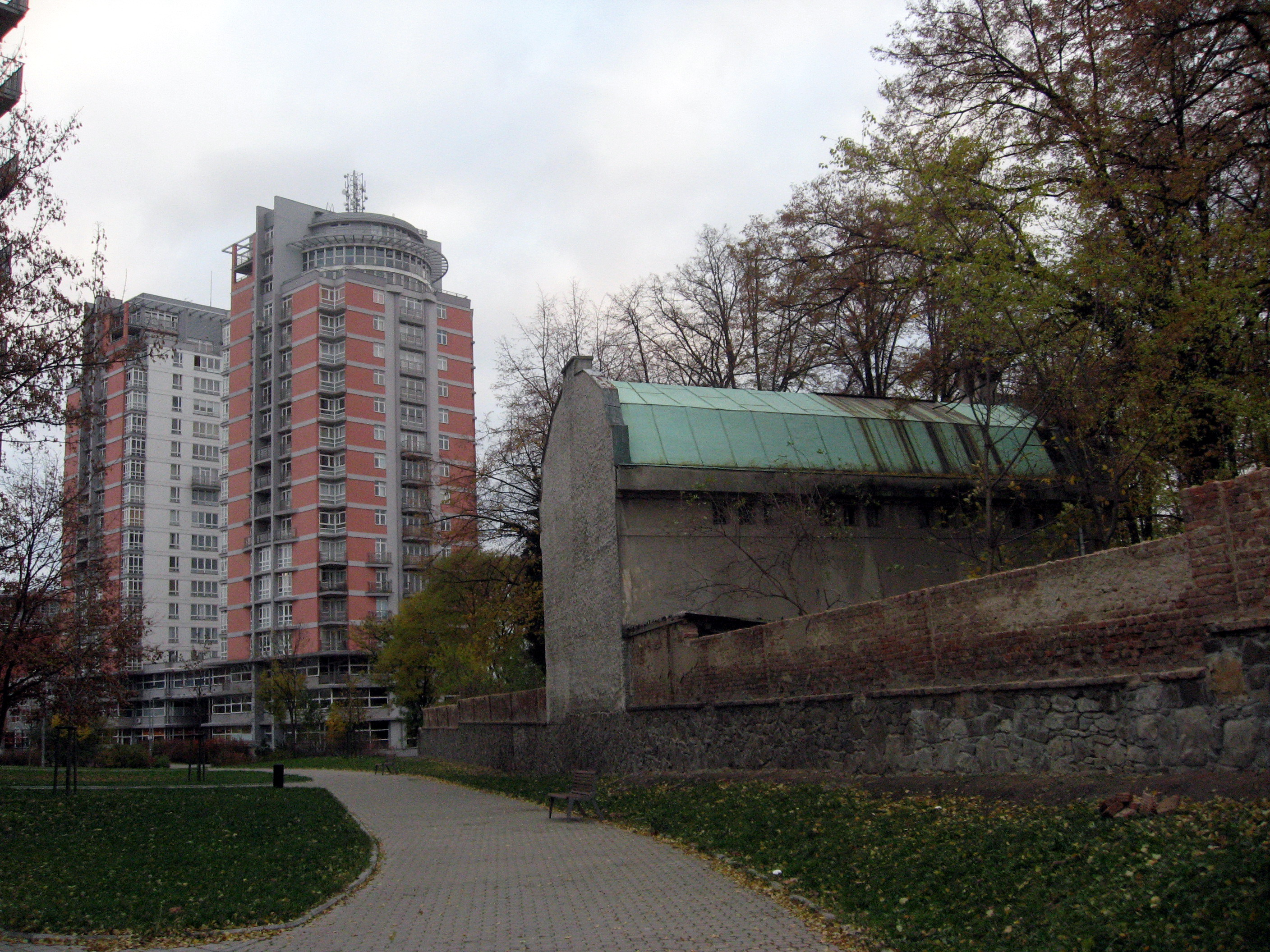
Zadní strana evangelického hřbitova s kaplí a věže obytné výškové budovy č. p. 3216 od IPB Real z roku 1999

V oblasti Hagiboru stojí i další stavby.

### Evangelický hřbitov
Evangelický hřbitov ve Strašnicích, užívaný především českými evangelíky německé národnosti, pochází nejspíš z roku 1795, pohřbívalo se zde do roku 1945, plány na jeho zrušení se však neuskutečnily a po roce 2000 se dočkal rekonstrukce. Hřbitovní kapli užívá od roku 1955 Církev československá husitská jako kolumbárium. Kolem roku 2000 se uvažovalo i o tom, že by na místě hřbitova byl zřízen památník německým obětem druhé světové války a byly sem svezeny jejich ostatky, avšak tento záměr se neprosadil.

### Budovy PUDIS a České námořní plavby

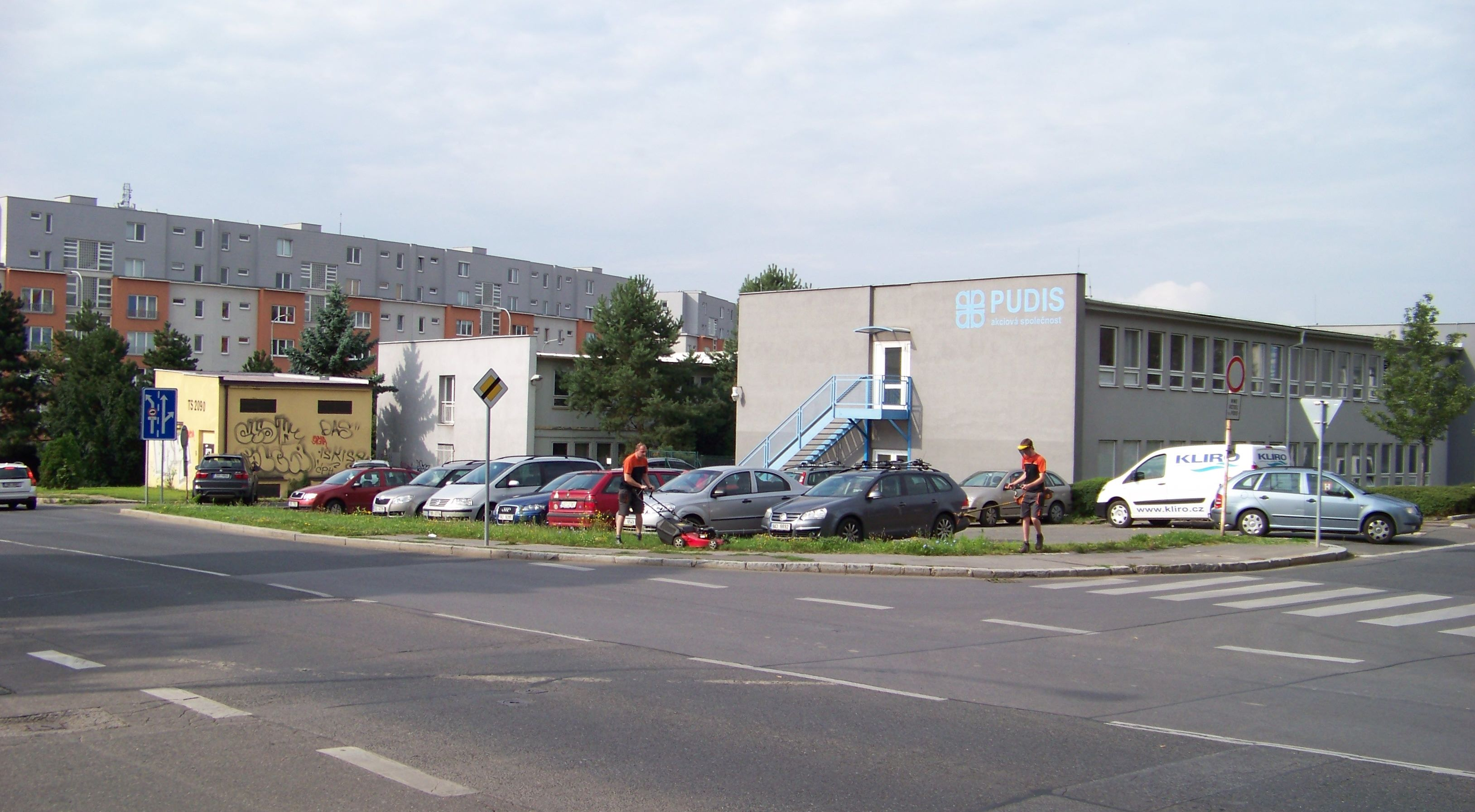
Bývalé budovy PUDIS a České námořní plavby

Ve východní části Hagiboru, při ulici Na Palouku, stály symetrické jednopatrové kancelářské pavilony, severní (při ulici Nad vodovodem) patřil projekční firmě PUDIS a. s., nástupci Projektového ústavu dopravních a inženýrských staveb, jižní (při Počernické ulici) patřil Československé a později České námořní plavbě. Sídlilo zde několik dalších firem z oboru námořní spedice i jiných oborů. Obě budovy byly zbořeny kolem roku 2019 a na jejich místě se staví čtyřpatrový rezidenční objekt (Rezidence Silver Port, předpokládané dokončení 2022).

### Areál TJ Bohemians Praha

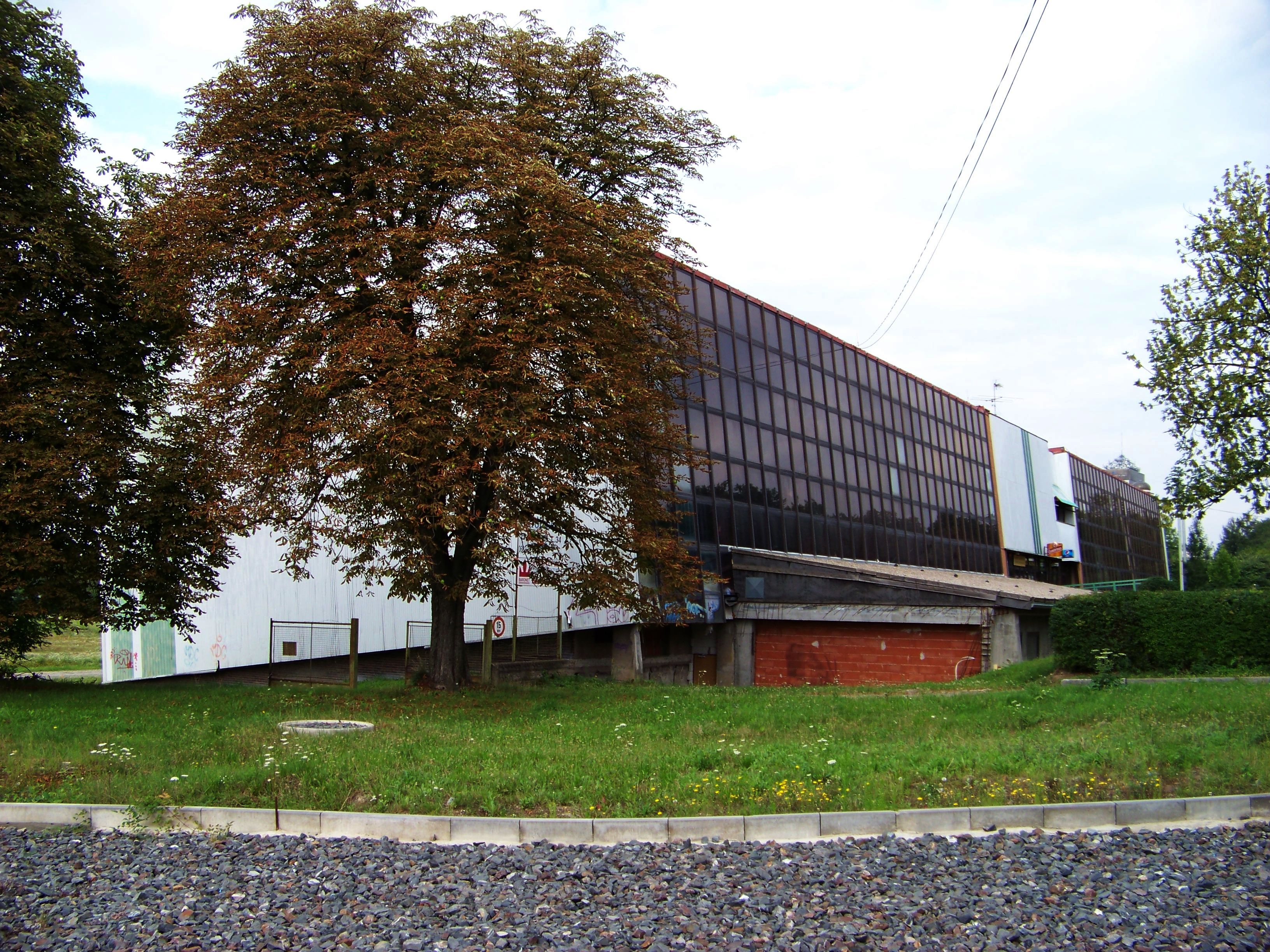
Hala TJ Bohemians Praha na Hagiboru

Po roce 1990 TJ Bohemians Praha akceptovala restituční požadavek vinohradského Sokola a odevzdala mu areál v Riegrových sadech. Náhradou si vybudovala na Hagiboru sportovní halu, která je i jejím sídlem. TJ Bohemians však na Hagiboru působila i dříve: roku 1928 byl na Hagiboru založen tenisový oddíl Bohemians, v 50. a 60. letech 20. století i sportovní areál s halou.

### Drobné stavby
Západně od haly TJ Bohemians se nachází u Izraelské ulice autoservis Autodiesel. Rovněž na jižním okraji Hagiboru, u Vinohradské ulice východně od Svobodné Evropy, se nachází nízké nouzové stavby, v nichž působí autoservis s autobazarem, květinářství a podobně. Kolem větrací věže metra se nachází parkoviště.

### Aréna Hagibor
Když Česká republika pod vlivem euforie z vítězství její reprezentace v Naganu na konci 90. let požádala a 13. května 2000  získala pořadatelství mistrovství světa v ledním hokeji roku 2003 v Praze a Ostravě, počítalo se v Praze s výstavbou nové haly na Hagiboru, prvním místě, o které investoři jevili zájem. 7. června 2000 primátor Jan Kasl oznámil, že město nebude investorem, a výběrem investora pověřil TJ Bohemians Praha, která v lokalitě měla od státu svěřeny do správy některé pozemky. Výstavbu víceúčelové haly na Hagiboru podporovali v červnu 2000 primátor Jan Kasl i předseda Českého svazu ledního hokeje Karel Gut. Stavba měla stát v tupém úhlu svíraném ulicemi Vinohradská a Počernická.
30. srpna 2000 byla jako investor z 9 zájemců vybrána americká společnost StadiVarios Group s projektem Arena Prague. Již o týden později si však TJ Bohemians Praha vyžádala návrh smlouvy od finských investorů Multi-Areena Praha a s prvním vybraným investorem jednání přerušila. V lednu 2001 TJ Bohemians přerušila jednání s finským investorem o pronájmu pozemků, avšak brzy poté ministerstvo financí dalo finskému investorovi garanci budoucího převedení pozemků do jeho majetku. Když 15. března 2001 Český svaz ledního hokeje zauvažoval o uspořádání MS 2003 i bez nové haly, předseda Mezinárodní hokejové federace Fasel pohrozil odebráním pořadatelství. V dubnu 2001 TJ Bohemians Praha požádala o územní rozhodnutí, magistrát si vyžádal doplnění žádosti o 13 bodů a rada Prahy 10 vyjádřila pochybnost o možnosti včasného dokončení.
Finská firma Multiareena (která postavila arény v Petrohradě a Berlíně) dlouho tvrdila, že stihne halu postavit tak, aby mohla posloužit již hokejovému mistrovství na jaře 2003. Finský investor navyšoval požadavky na výjimky a výhody ze strany města a státu a když mu nebylo vyhověno a nejasné byly i některé vztahy k pozemkům, 3. května 2001 šéf finské firmy Martin Sarikangas přiznal, že příprava je ve skluzu a splnění termínu nereálné. V květnu 2001 se český hokejový svaz dohodl s finským o výměně termínů mistrovství světa, 11. května 2001 Mezinárodní hokejová federace schválila, že české pořadatelství bylo přesunuto z roku 2003 na rok 2004 a finské naopak. Primátor Prahy Jan Kasl 9. května 2001 připustil, že posunutí o rok může pomoci, ovšem popřel, že by se i pro rok 2004 dala postavit nová hala jinde než na Hagiboru, třebaže by ji raději viděl třeba na Maninách. 23. května 2001 noviny psaly, že Jan Kasl považuje problémy s pozemky na Hagiboru za vážné a že by jako rezerva měla být připravena další lokalita, avšak z 9 dalších prověřovaných lokalit žádnou nepovažoval za reálnou. Člen přípravného výboru pro pořádání mistrovství světa Peter Kovarčík požadoval, aby primátor kvůli problémům kolem haly odstoupil. 21. června 2001 rada města Prahy kvůli problémům s Hagiborem (přerušení územního řízení kvůli nevyjasněným vlastnickým vztahům) projednávala další možná místa pro výstavbu haly, 10. července 2001 byla dohodnuta změna umístění na Maniny. Vládní zmocněnec ujišťoval, že v případě změny umístění bude ze slušnosti jako první osloven dosavadní finský investor z Hagiboru, ten vyjádřil připravenost jednat. 24. července 2001 vládní zmocněnec Ladislav Malý oznámil další změnu – stavba byla přemístěna do Vysočan a investorem měla být Sazka. Počáteční problémy s vysočanskými pozemky byly záhy vyřešeny. V září byla na výstavbu ve Vysočanech poskytnuta bankovní garance, v říjnu a v listopadu český hokejový svaz i vládní zmocněnec oznámily garanci jedině vysočanskému projektu. Investor haly na Hagiboru však nadále pokračoval v přípravách. 26. července 2002 se na Hagiboru objevily billboardy s textem, že zde bude stát hala pro MS, proti čemuž se vládní zmocněnec Malý ohradil.
Město od počátku požadovalo, aby s halou byl vybudován i druhý vestibul stanice metra Želivského. Když gradovaly problémy s přípravou výstavby, primátor Kasl připustil, že pokud by kapacita haly nepřekročila 12 tisíc diváků, na výstavbě vestibulu metra by město nemuselo trvat. Spor byl o požadavek investora, aby tyto náklady ve výši přes půl miliardy Kč nemusel hradit. Stát s poskytnutím garance váhal. Podle dohody z 22. května 2001 měl dát stát a Praha závazek, že nový vestibul metra a úpravy světelných křižovatek vyvolané stavbou haly budou uhrazeny z veřejných rozpočtů, což Jan Kasl označil na nestandardní výhodu a projev maximální vstřícnosti, jakou si město vůči jiným investorům nemůže dovolit. Předseda sněmovního rozpočtového výboru Vlastimil Tlustý začátkem května 2001 přislíbil, že bude iniciovat poslanecký návrh zákona, který by z Fondu národního majetku převedl až jednu miliardu korun na stavbu nového vestibulu metra, který je podmínkou pro stavbu nové haly.
Pro výstavbu byla zřízena společnost Aréna Hagibor a. s., která nechala vypracovat projekt. Hala pro 14,5 tisíc hokejových diváků (o 3 tisíce méně než Hala Sazka) či měla podle projektu stát 2,87 miliardy korun, z toho 20 % měl hradit úvěr od bank, 15 % americký investor a zbytek čeští investoři. Hlavním dodavatelem stavby měla být společnost ZIPP Praha s. r. o., která v České republice stavěla například prodejny Kaufland. Jako budoucí provozovatel byla vybrána anglická společnost SMG Europe, která spravuje například víceúčelovou halu v Hamburku, restaurační a občerstvovací služby byly smluveny s Aramark Corporation. V rámci výstavby měl být vybudován i druhý vestibul stanice metra Želivského, což mělo zvýšit náklady asi o 1 miliardu Kč. Pozemek pro halu měl být podle předběžné dohody zakoupen od státu za zhruba 150 milionů korun. Sportovní centrum měl zahrnout ještě další dvě haly obklopené plochami pro návštěvníky, administrativní budovu a podzemní parkoviště pod hřišti TJ Bohemians s kapacitou 976 parkovacích míst. Jednatel investora vyjádřil připravenost zastavět i okolí haly obchodně administrativním centrem a hotelem.
Již před udělením stavebního povolení proběhla v první polovině roku 2002 demontáž stávajících sportovních hal a buldozery sanovaly povrch určený pro novou halu. Harmonogram počítal s 20 měsíci výstavby a dokončením do 27. února 2004, dva měsíce před mistrovstvím světa v hokeji. Začátkem července 2002 ředitel Rafael Karpíšek prohlásil, že se chystá požádat o první z potřebných stavebních povolení a že stavba se uskuteční bez ohledu na to, zda se v ní bude pořádat mistrovství světa v hokeji. 18. července 2002 měla Výkonná rada mistrovství světa v ledním hokeji 2004 rozhodnout, zda získá oficiální podporu pro konání mistrovství světa v hokeji Hala Sazka nebo Arena Hagibor. Přestože v červenci 2002 český stát podporoval konání mistrovství v Hale Sazka, ředitel Arény Hagibor usiloval o to, aby se mistrovství konalo alespoň v obou halách najednou.
Na konci srpna 2002 byla jako investor, který měl zajistit 3,9 miliardy Kč, představena společnost 1st Consulting Seychelles. Přestože rada města v té době již podporovala umístění na Maninách, magistrát po průtazích nakonec vydal vyžádané územní rozhodnutí pro Hagibor. Primátor Kasl v té době označil za loterii, která z hal se nakonec bude stavět a kdo bude investorem. Z výstavby haly na Hagiboru pro mistrovství světa poté nakonec potichu sešlo.
Česká inspekce životního prostředí zjistila, že výstavba nové hokejové haly ohrožuje desítky živočichů zdržujících se v areálu budoucího staveniště. Dobrovolníci z řad 4. ZO Českého svazu ochránců přírody zde proto 13. a 28. září 2002 ručně odchytávali ježky a další živočichy, kteří měli být přemístěni do jiných lokalit.
V lednu 2006 byly radou hlavního města Prahy pozemky svěřeny do správy městské části Praha 10. Městská část uvažovala, že by zanedbaný pozemek využila k výstavbě sportovní haly, pro niž hodlala hledat soukromého investora.
V roce 2020 se na tomto místě začal realizovat nový projekt, označovaný developerem (skupina Crestyl) jako "čtvrť Hagibor". Má tu postupně vyrůst celkem pět rezidenčních domů a stejný počet administrativních budov, centrální pěší bulvár s obchody a restauracemi vedoucí od východu z metra, náměstí s multifunkčním kulturním centrem (včetně koncertního sálu) a také nový dvouhektarový park. Autory návrhů jednotlivých budov jsou architektonická studia Bogle Architects a Ian Bryan Architects.

### Budova Svobodné Evropy

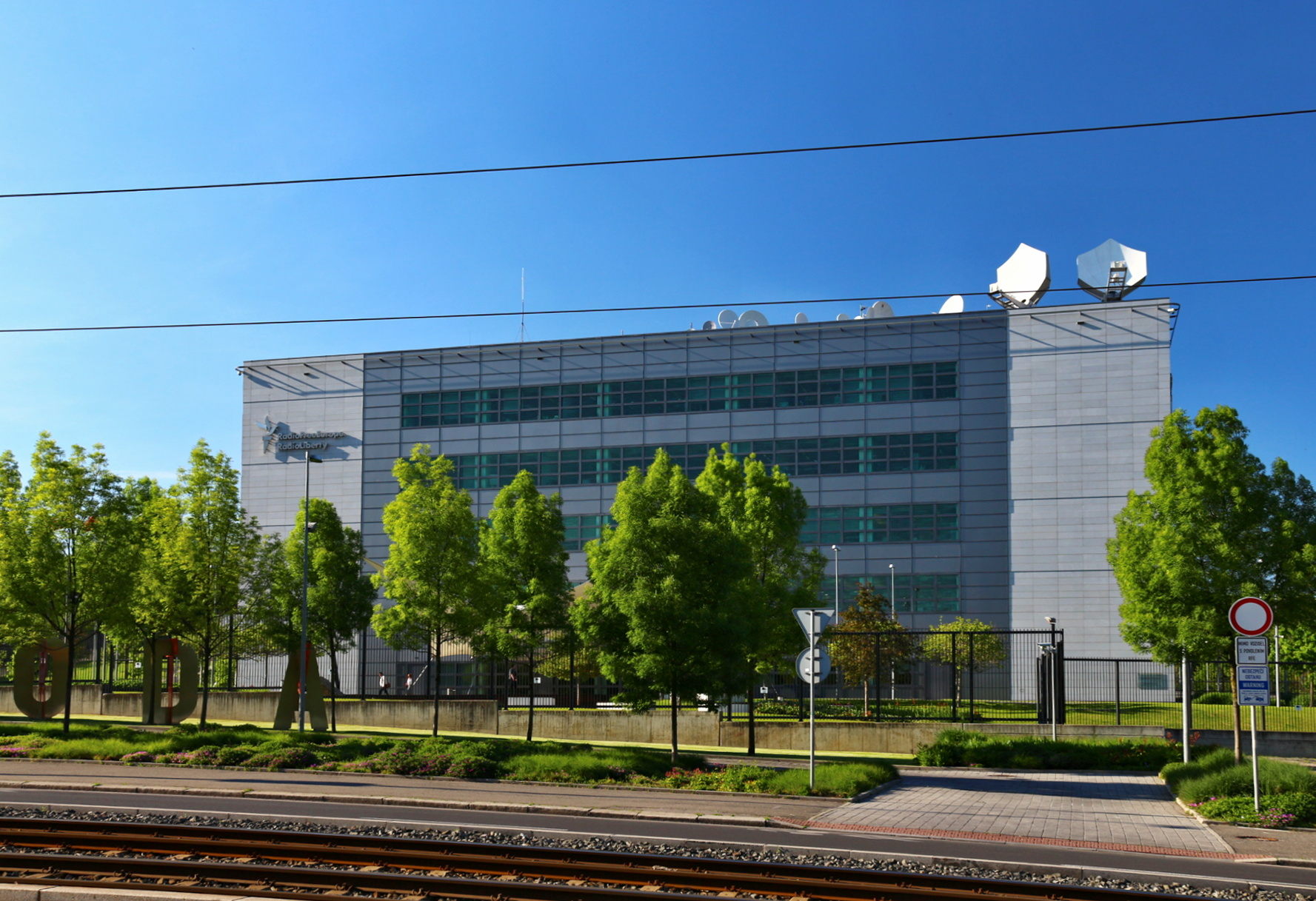
Budova Svobodné Evropy/Radia Svoboda

Od roku 2006 byla v prostoru vedle židovského Domu sociální péče budována nová, pětipatrová budova Rádia Svobodná Evropa/Rádia Svoboda (RFE/RL). O její výstavbě bylo rozhodnuto po teroristických útocích na New York a Washington 11. září 2001, aby se rozhlasová stanice mohla vystěhovat z budovy Federálního shromáždění v centru města, kde bezpečnostní opatření neúměrně narušovala život města a umístění bylo bezpečnostním rizikem. V září 2008 byla nová budova zkoulaudována a po postupném přestěhování 12. května 2009 slavnostně otevřena. Nová pětipodlažní energeticky úsporná budova je jednou z nejzabezpečenějších staveb v Evropě a skrývá nejmodernější multimediální studia, newsroom a kanceláře. RFE/RL má v opevněné přísně střežené budově na Hagiboru nájemní smlouvu na patnáct let s možností prodloužení vždy o dalších deset let (či 15 let). Budovu navrhl architekt Jakub Cigler.

### Vinice-Palouk
Východní část Hagiboru, na druhé straně Počernické ulice, využil investor IPB Real pro výstavbu multifunkčního kancelářského a obytného komplexu. Komerčnímu centru Vinice dominuje na nároží ulic Vinohradská a Na palouku budova Českomoravské stavební spořitelny s elipsovitým půdorysem (objekt K, dokončen 1998), vedle ní při Vinohradské ulici bylo postaveno Oskar Centrum Vinice, později Vodafone Centrum Vinice, sídlo třetího českého mobilního operátora (objekty JJ, JV, JS, dokončeny 1999). Na Oskar Centrum navazuje dvojice výškových 22podlažních obytných budov (objekty I1, I2, dokončeny 1999).

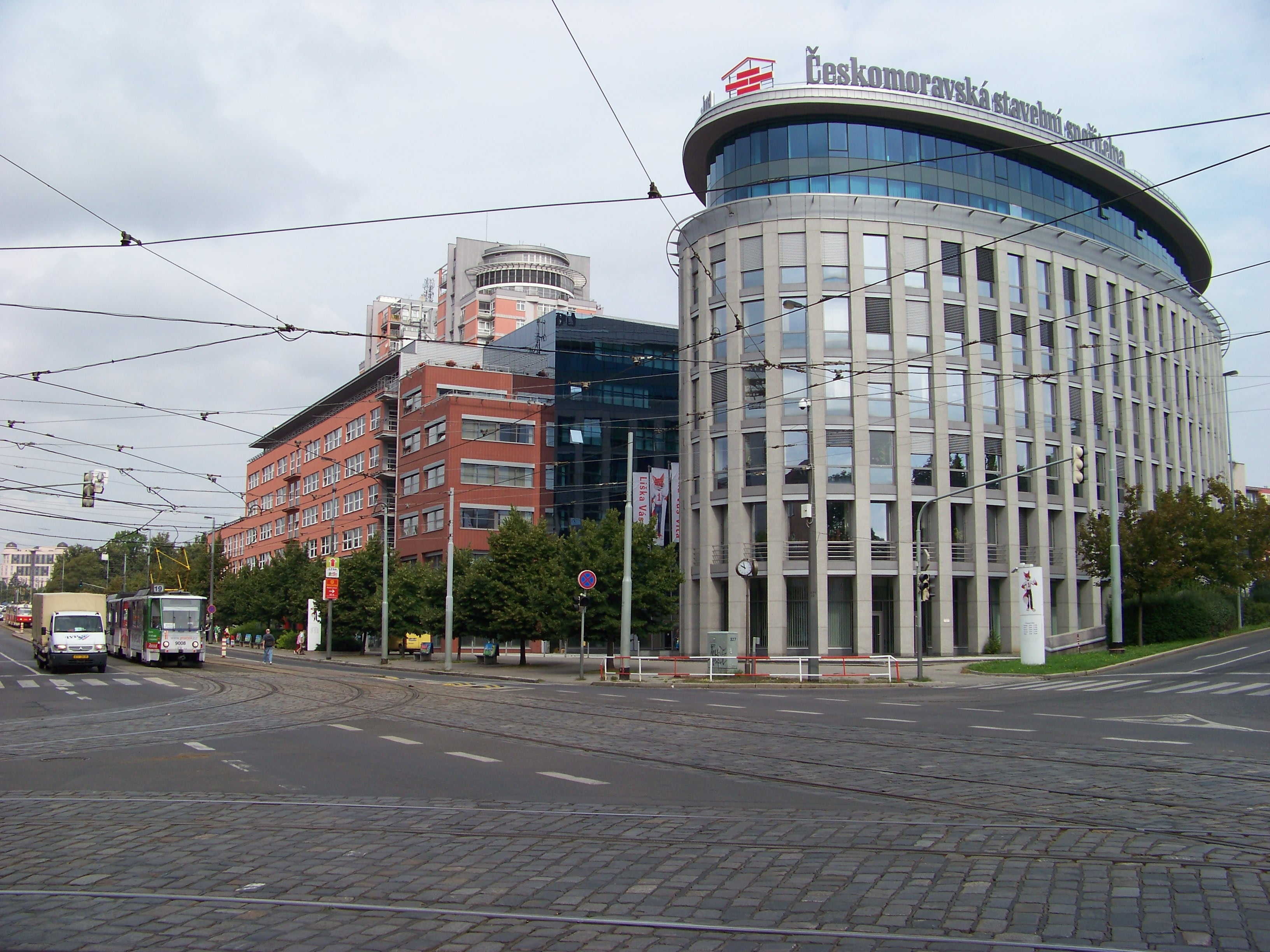
Komerční centrum Vinice

Na komerční centrum na severu až k Počernické ulici navazuje sídliště označované obytný soubor Palouk. Podél Počernické ulice stojí obloukový blok A1 až A8 a souběžně s ním v oblouku objekty B1, B2, B3 a B4. V prodloužení ulice Pod strašnickou vinicí vede nová ulice Názovská, severně od ní bytové objekty C1, C2 a F, jižně od ní krychlové obytné objekty E1, E4, D4, D1 a G4 a dva deskové objekty E2, E3, D2 a D3 a desetipodlažní objekt G3. Objekty A a B byly dokončeny v roce 2000, objekty C a F v roce 2002, objekty D, E a G v roce 2003.